# Mallot rosa

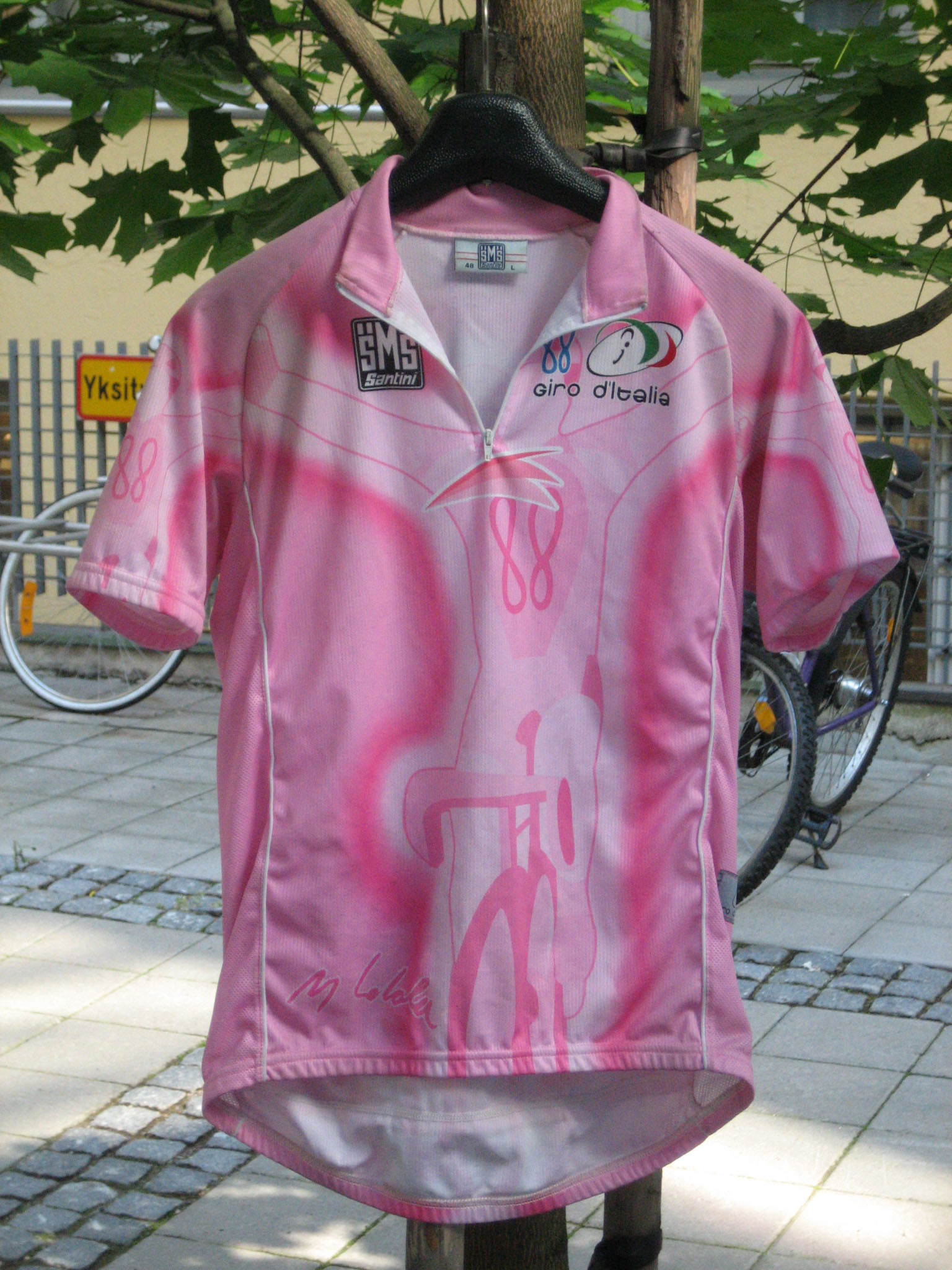
Mallot rosa al Giro d'Itàlia de 2005.

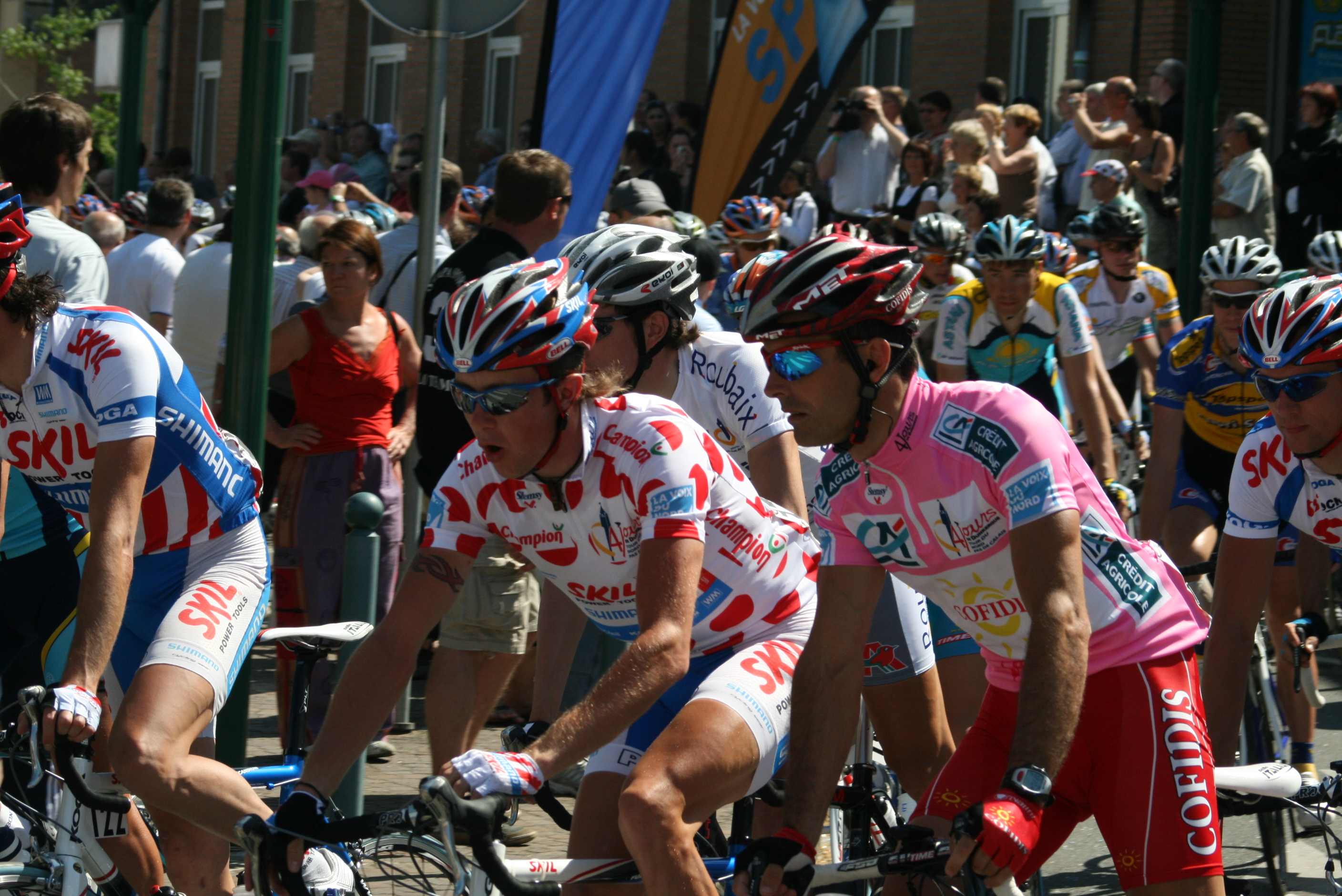
Stéphane Augé, vestit amb el mallot rosa als Quatre dies de Dunkerque, el 2008.

El mallot rosa (en italià maglia rosa) és la peça de roba de color rosa distintiva del líder de la classificació general de certes curses ciclistes per etapes, especialment el Giro d'Itàlia.

## Giro d'Itàlia
El mallot rosa o maglia rosa és el distintiu que porta el ciclista que ocupa la primera posició de la classificació general del Giro d'Itàlia des de 1931. El color fou escollit per ser el mateix que empra el diari esportiu La Gazzetta dello Sport per a les seves pàgines. Learco Guerra fou el primer a portar aquest mallot, després de la seva victòria en la primera etapa del Giro d'Itàlia de 1931.
El rècord de 76 dies en cursa amb el mallot rosa és en poder d'Eddy Merckx.

## Altres competicions
El mallot rosa distingeix el líder de la classificació general dels Quatre dies de Dunkerque.